# Bomba nominalna
Bomba nominalna – bomba atomowa o mocy wybuchu 20 kiloton TNT, czyli porównywalnych z bombami użytymi w Hiroszimie i Nagasaki. 